# 2 cavalieri a Londra
2 cavalieri a Londra (Shanghai Knights) è un film del 2003 diretto da David Dobkin.
Si tratta di una commedia d'azione, séguito di Pallottole cinesi, con protagonisti Jackie Chan e Owen Wilson.

## Trama
1887. Il padre di Chon Wang vive con la figlia Lin nella Città Proibita, in Cina, e custodisce il Sigillo Imperiale, come la sua famiglia ha fatto da generazioni. A causa della morte dell'imperatore, il fratello invidioso del sovrano, Wu Chan, permette a un Lord inglese, Nelson Rathbone, di prendere il sigillo, uccidendo il padre di Chon. Nelson darà il sigillo a Wu Chan solo se questi lo aiuterà a diventare re d'Inghilterra, attraverso un attentato a Londra contro tutti i regnanti inglesi, compresa la regina Vittoria. Lin parte per l'Inghilterra per riprendere il sigillo e manda un messaggio oltreoceano a suo fratello Chon sulla morte del padre.
Intanto Chon è da sei anni sceriffo a Carson City, in Nevada, mentre sua moglie Pei Pei vive con i figli piccoli a San Francisco. Chon odia Wu Chan, poiché sa che lui vuole ottenere il sigillo per regnare da imperatore in Cina e rovesciare il regno di suo fratello. Non appena riceve la lettera da sua sorella Lin, Chon lascia il comando temporaneo al suo vice Calvin e va a New York, per chiedere aiuto al suo amico Roy O'Bannon. Roy da anni non è più sceriffo: sotto falso nome ha pubblicato le sue imprese di sei anni prima, ha lasciato l'indiana con cui si era fidanzato e lavora a New York come cameriere e come "accompagnatore" di donne in cerca di compagnia. Roy decide di aiutarlo e insieme partono su una nave verso Londra, per fermare l'attentato alla regina.
Nelson Rathbone, decimo nella linea di successione, organizza una festa di mezzanotte sul Tamigi in occasione del cinquantesimo anniversario di regno della sovrana, in modo da approfittare dei fuochi d'artificio e mitragliarla insieme a tutti gli altri eredi. Intanto i due amici trovano Lin a Londra e conquistano l'amicizia dell'ispettore di Scotland Yard, Arthur Conan Doyle, e più in là di un bambino ladro, Charlie Chaplin, un po' antipatico a Roy. Rathbone licenzia Doyle per aver graziato Lin, falsamente indicata come clandestina.
Partecipando mascherati a una festa reale nel castello di Rathbone, Chon e Roy tentano di riprendere il sigillo finendo però per incendiare la stalla, poi fuggono con Lin. Con il passare dei giorni, Roy sembra non voler più avere rapporti con le prostitute e si innamora di Lin. Dopo aver alloggiato in un albergo a Londra, Lin viene rapita da Wu Chan e Rathbone e portata sul Tamigi per essere accusata dell'attentato, mentre Roy e Chon vengono catturati e quasi affogati in acqua. Ma grazie a Charlie e ad Arthur, che stava per andare in prigione, riescono a liberarsi e a uccidere tutti i guardiani, per poi cavalcare fino al Tamigi vicino all'orologio Big Ben, per cercare di salvare Lin e impedire l'attentato alla regina.
Wu Chan inizia a far esplodere i fuochi e subito dopo inizia a sparare con la mitragliatrice una raffica di proiettili contro la regina ed i successori, che sono seduti negli spalti per ammirare i fuochi d'artificio. Chon, dopo aver liberato Lin, lo distrae e lo calcia, salvando così la sovrana e la sua famiglia. Wu Chan, dopo un breve scontro di kung fu, proprio quando sta per uccidere Chon, viene ucciso per legittima difesa da Lin, la quale, messe fuori gioco le guardie cinesi, lo lancia in aria con un fuoco d'artificio facendolo esplodere. Insieme raggiungono Arthur e Roy che stanno inseguendo Rathbone, il quale, smascherato, per sfuggire all'arresto ed all'esecuzione, si nasconde nel Big Ben. Il Lord ferisce Arthur e mentre Lin si prende cura di lui, Chon e Roy inseguono l'aggressore. Rathbone li attira in trappola fino alla cima dell'altissimo orologio, dove, nascosto tra gli ingranaggi, tenta di ucciderli facendoli cadere nel vuoto. Roy si salva aggrappandosi ad una lancetta dell'orologio, mentre Chon lo crede morto. Chon sfida il Lord ad un duello di spade per vendicare il padre e Roy, ma la differenza di abilità è enorme e Rathbone senza fatica disarma Chon più volte, ogni volta restituendogli l'arma per continuare a batterlo e ad infierire sull'orgoglio dell'uomo. Sarà questo gioco del gatto col topo di Rathbone a condannarlo poiché Chon, rabbioso, taglia le funi di un piccolo ponte di legno (usato per la manutenzione dell'orologio) sul quale si trovano lui e il Lord, facendo precipitare entrambi dal Big Ben, tuttavia Roy riesce ad afferrare e a salvare Chon, mentre Rathbone cade e muore schiantandosi al suolo.
Chon e Roy, essendo sopra una lunga bandiera britannica stesa per la festa su tutto l'esterno del Big Ben da cima a fondo, si aggrappano ai suoi arazzi e strappandoli si calano giù e a pochissimi metri da terra si lasciano cadere illesi nella carrozza della regina. Il giorno dopo Chon Wang, Roy O'Bannon e Arthur Conan Doyle vengono nominati Sir dalla regina. Arthur diventa scrittore di corte, pubblicando anche Sherlock Holmes (dal nome che Roy si era inventato alla festa nel castello, leggendo su una pendola il nome di un antenato sconosciuto del proprietario), e riporta il sigillo imperiale in Cina. Lin, Chon e Roy, ora marito di Lin, ripartono per l'America e decidono di diventare protagonisti del nascente "cinema muto" in California, dove pensano che il kung fu muto potrebbe divertire, così anche Charlie decide di seguirli di nascosto. I due amici, oramai entrambi sposati, decidono anche di continuare a fare gli sceriffi a Carson City.